# جیک برتون (بازیکن فوتبال)
جیک برتون (انگلیسی: Jake Burton؛ زادهٔ ۱۵ نوامبر ۲۰۰۱) بازیکن فوتبال اهل بریتانیا است.